# Faculté des sciences de Toulouse
La faculté de sciences de Toulouse est créée en 1810 dans le cadre de la réorganisation de l'université impériale de France. En 1896 elle devient la faculté des sciences de l'université de Toulouse. En 1969 elle disparaît et donne naissance à l'Institut national des sciences appliquées de Toulouse, à l'Institut national polytechnique de Toulouse et à 4  UER (unité d'enseignement et de recherches) chimie, physique, mathématiques, sciences de la vie et de la terre (avec leur jonction avec la faculté mixte de médecine et pharmacie de Toulouse, à l'université Toulouse III Paul Sabatier.
En 2011, le Conseil d'Administration de l'Université Paul Sabatier présidé par le Professeur Gilles Fourtanier ayant voté la réunion des UFR Mathématiques Informatique Gestion (MIG), Sciences de la Vie et de la Terre (SVT), Physique, Chimie, Automatique (PCA) est créée la Faculté des Sciences, Ingénierie (FSI). En 2019, elle regroupe 12000 étudiants sur le Campus de Rangueil.

## Doyens de la faculté des sciences de Toulouse
- Philippe-Isidore Picot de Lapeyrouse (1811-1813), histoire naturelle
- Jean-François Romieu (abbé) (1813-1838), mathématiques
- Jean-Pierre Thomas de Boisgiraud (1838-1853), physique et chimie

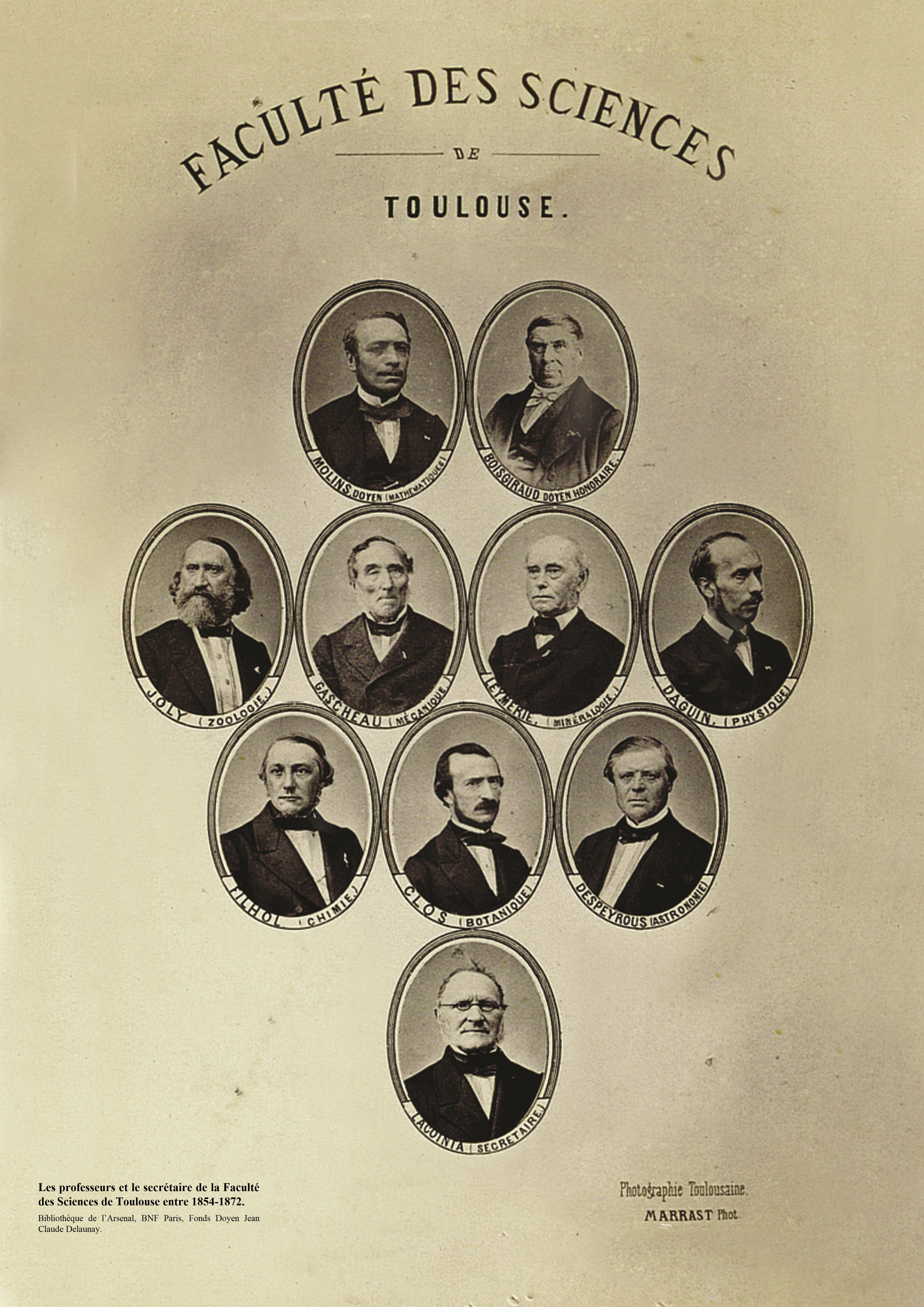
Les professeurs et le secrétaire de la faculté des sciences de Toulouse à l'époque du doyen Henri Molins. De haut en bas et de gauche à droite, Molins, Boisgiraud/Joly, Gascheau, Leymerie, Daquin/ Filhol, Clos, Despeyrous/ Lacointa. Avec l'autorisation de la BNF Arsenal Fond Doyen Delaunay.

- Les professeurs et le secrétaire de la faculté des sciences de Toulouse à l'époque du doyen Henri Molins. De haut en bas et de gauche à droite, Molins, Boisgiraud/Joly, Gascheau, Leymerie, Daquin/ Filhol, Clos, Despeyrous/ Lacointa. Avec l'autorisation de la BNF Arsenal Fond Doyen Delaunay.Lucien Henri Molins (1853-1879), mathématiques
- Benjamin Baillaud (1879-1888), astronomie
- Edme-Alphonse Legoux (1888-1890), mécanique
- Benjamin Baillaud (1890-1893), astronomie
- Albert Mathieu Leclerc du Sablon (1894-1904), botanique
- Paul Sabatier (1904-1929), chimie
- Robert Deltheil (1930-1936), mathématiques
- Paul Dop (1936-1945), botanique
- Gaston Dupouy (1945-1950), physique
- Laurent Capdecomme (1950-1953), minéralogie
- Émile Durand (1953-1965), physique
- Jean Blaizot (1965-1969), physiologie

## Doyens de la faculté sciences et Ingénierie
- Jean-Marc Broto (2012-2016), physique
- Serge Cohen (2017-2021), mathématiques
- Eric Clottes (Depuis 2022), biochimie